# Zanzibar

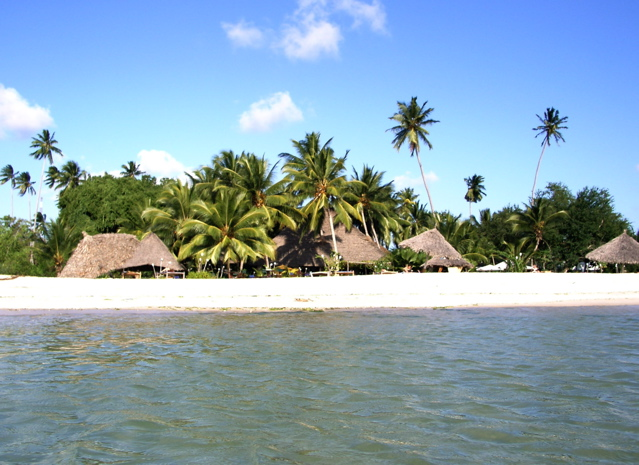
Pláž na ostrově Zanzibar

Zanzibar je souhrnný název pro dva ostrovy při východoafrickém pobřeží – jižní ostrov Zanzibar (svahilsky Unguja) a severní ostrov Pemba. Název se případně může vztahovat pouze k ostrovu Unguja. Ostrov Unguja je velký 1 658 km², ostrov Pemba 984 km². V roce 2022 žilo na ostrovech 1 889 773 lidí. Hlavní město a zároveň kulturní a ekonomické centrum je město Zanzibar.
Dnes je Zanzibar autonomní stát tvořící spolu s Tanganikou jednotný stát Tanzanie. Dnešní oficiální název Tanzanie je Jamhuri ya Muungano wa Tanzania –⁠ Sjednocená republika Tanzanie, ale dříve byl Sjednocená republika Tanganiky a Zanzibaru. Název Tanzanie je složeninou slov Tanganika a Zanzibar.
Hlavní ekonomická aktivita státu je pěstování palmy Raffia a koření (hřebíček, skořice, muškátový oříšek a pepř), v poslední době se velmi rychle rozvíjí turismus.

## Dějiny

### Příchod islámu
Už od přinejmenším 8. století prozkoumávali ostrov arabští a perští obchodníci. Ti pojmenovali pobřeží zandž a barr (arabsky Pobřeží černochů). S nimi přišel na ostrovy islám, který je převažujícím náboženstvím dodnes. Potřeba domluvy mezi arabskými obchodníky a domorodým obyvatelstvem vedla k samovolnému vzniku nového jazyka, který má silné prvky arabštiny, perštiny či angličtiny, ale zároveň má značně zjednodušenou strukturu afrických bantuských jazyků – svahilštiny. Zanzibar je jedinou další zemí kromě Ománu, kde je majoritní větev islámu zvaná Ibádíja.

### Rozkvět Zanzibaru a portugalská kolonizace
V 10. století založili Arabové svoji „kolonii“ v africkém regionu, která se vyvinula časem ve vzkvétající republiku. Když v roce 1499 přistál na ostrově Vasco da Gama, nalezl zde krásná města, ve kterých pulsoval obchod s Indií. V roce 1503 založili Portugalci na pobřeží obchodní stanici. Muslimové poznali portugalské zájmy o ostrovy a nedokázali tomuto nátlaku vzdorovat, a tak jejich obchodování zaniklo, leč muslimské obyvatelstvo bylo stále majoritou. Koncem 17. století ztratilo Portugalsko svoje državy severně od Mosambiku.
Od roku 1698 až do konce 19. století patřil Zanzibar nominálně pod vládu ománského sultána. Během této doby se stal centrem obchodu s otroky pro celé východoafrické pobřeží (ročně prošlo přes ostrov až 10 000 otroků). Spolu s Madagaskarem byl významnou obchodní metropolí Indického oceánu. Obchodovalo se s otroky, slonovinou a kořením, především hřebíčkem. Právě koření stálo za světovou proslulostí ostrova.

### Éra vrcholného kolonialismu
Britové, kteří měli v oblasti východní Afriky velký vliv, přinutili roku 1873 sultána, aby zakázal a přestal provozovat obchod s otroky na svém území. Sultán formálně souhlasil, ale prakticky se nic nezměnilo a obchod pokračoval, skutečně byl ukončen až v roce 1897.
Zanzibarský sultanát měl svoje državy i na africkém kontinentě. Z toho plynuly mocenské konflikty s Německou východoafrickou společností, která vznikla roku 1884. V roce 1886 vytyčila německo-britská komise hranice zanzibarského území. To tvořilo pobřežní pás široký 10 námořních mil (přibližně 19 km) od města Kap Delgado (dnes území Mosambiku) po Kipiny (dnes území Keni). Od roku 1887 byla severní část pobřeží pronajata Zanzibarem britské Východoafrické imperiální společnosti, která toto území spravovala až do vyhlášení nezávislosti Keni. Jižní část pobřeží si pronajala Německá východoafrická společnost roku 1888 a roku 1890 ji koupila.
V roce 1890 se stal zanzibarský sultanát, který tvořily už jen ostrovy Zanzibar a Pemba, britským protektorátem a zařazen do britské koloniální říše. Báječný hřebíčkový ostrov, jak se Zanzibaru říkalo, se stal totiž předmětem obchodu mezi Británií a Německem. Sultanát byl do té doby sice stále nezávislý, ale Němci zde měli silný vliv a dalo se očekávat, že se ostrovy stanou jednou z německých afrických držav. Britové vlastnili naopak ostrov Helgoland, který leží u pobřeží Německa, kde si budovali vojenskou základnu. Němci byli znepokojeni tak blízkou přítomností britské armády nedaleko od pevninského Německa, a tak s výměnou za Zanzibar souhlasili.
Po dobu britského protektorátu měl Zanzibar svého sultána z dědičné vládnoucí rodiny, ale zároveň mocenského zmocněnce Británie. Mezi roky 1890 a 1913 se tomuto britskému správci říkalo vezír, od 1913 až do vyhlášení nezávislosti místodržící.

### Moderní dějiny

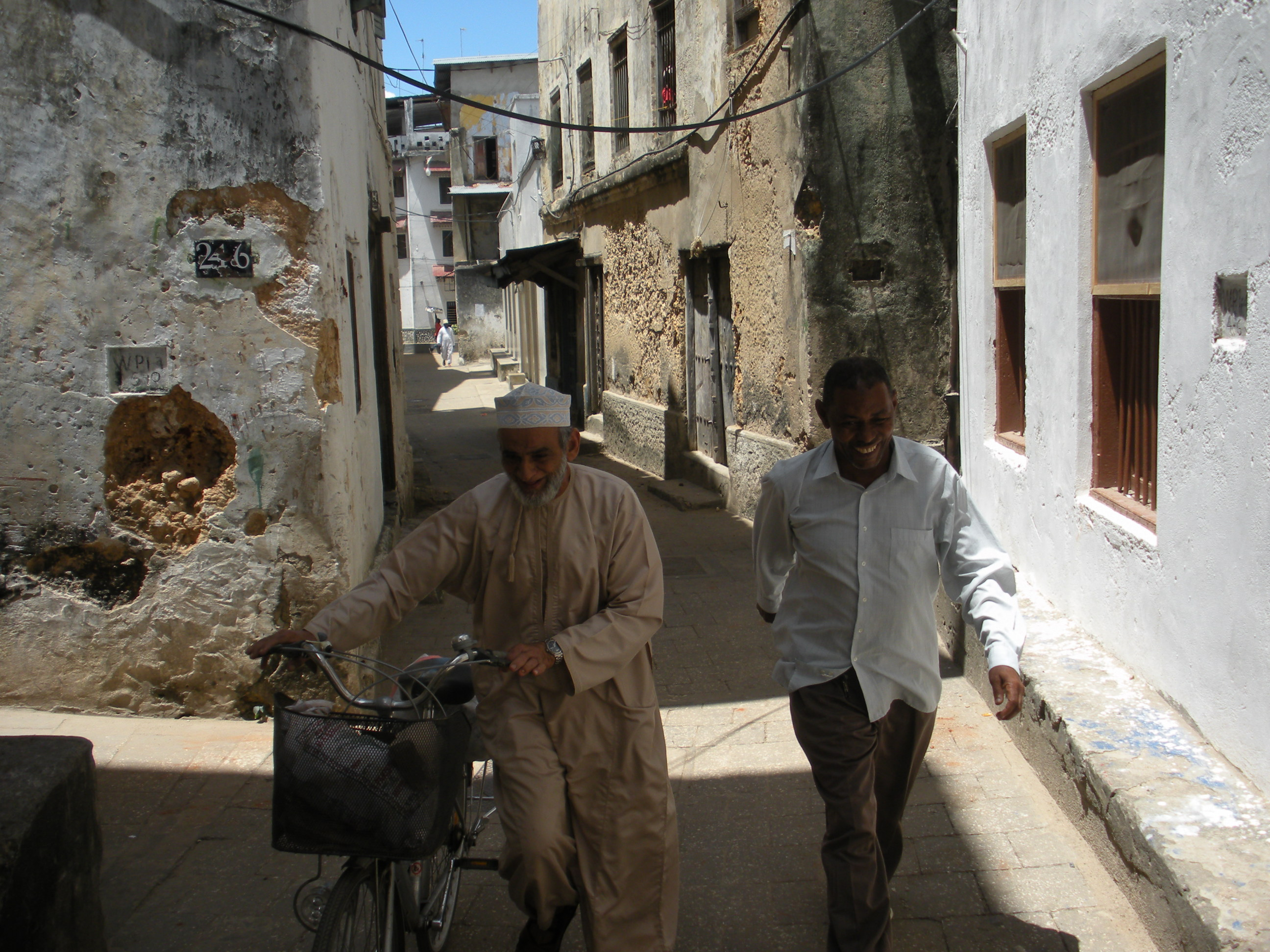
V ulicích města Zanzibar

K 10. prosinci 1963 žilo na ostrově Zanzibar 444 000 lidí, na ostrově Pemba pak 314 000. V tento den získal Zanzibar nezávislost na Velké Británii. Vlády se opět ujal sultán jako jediný vládce ostrovů. Ten vládl jen krátce – 12. ledna 1964 byl svržen a Zanzibar se stal lidovou republikou. Při převratu došlo k masakru několika tisíc místních Indů a Arabů. Lidová republika se 24. dubna 1964 spojila s Tanganikou v nový stát Tanzanie, jejíž součástí je dodnes.

## Symboly

### Vlajka
Zanzibarská vlajka je tvořena listem o poměru stran 2:3 se třemi vodorovnými pruhy, modrým, černým a zeleným. V kantonu (o šířce modrého pruhu, tedy třetiny šířky listu) je Tanzanská vlajka.

## Politický systém
Stát Zanzibar má vlastního prezidenta, který je volen na pětileté funkční období a Sněmovnu reprezentantů, kterou tvoří 50 poslanců volených taktéž na pětileté funkční období. 

### Administrativní dělení
Administrativně je rozdělen do pěti krajů:
- Zanzibar střed, jih
- Zanzibar sever
- Zanzibar město, západ
- Pemba sever
- Pemba jih

## Náboženství
Náboženství na Zanzibaru dominuje islám, k němuž se hlásí 99% obyvatel. K sunnitskému islámu přináleží 90% obyvatel, následující Šáfiovskou právní školu, tzv. Šáfiovský mazhab. Dále je na Zanzibaru menšina nekonfesních muslimů, další menšina šíitů, nikoli nevýznamně jsou na Zanzibaru zastoupeni také ibádiové, lze se setkat i se súfijskými bratrstvy (Kádiríja, Šadhilíja). Koncem 20. století se na Zanzibaru prosadila i salafistická hnutí. Islám je na Zanzibaru prokazatelně přítomen přinejmenším od 10. století. Na Zanzibaru žije též nepočetná menšina křesťanů (římskokatolická církev, anglikánská církev, tanzanské letniční církve). Ve městě Stone Town se nachází několik kostelů různých církví. Na Zanzibaru žije rovněž minorita lidí s indickými kořeny a hinduistickým, sikhským nebo džinistickým vyznáním. Ve Stone Town je hinduistický chrám i menší svatyně. Podle afrikanisty O. Havelky je navzdory drtivě většinové islámské příslušnosti na Zanzibaru přítomno také africké čarodějnictví a doznívající tradiční náboženství, zejména kult předků. Řada muslimů ctí rovněž tradiční náboženství (vícečetná náboženská identita), na venkově často synkretismus islámu a původních lokálních náboženství a obává se tradičních čarodějů.

## Osobnosti
- Freddie Mercury (1946 - 1991), zpěvák hudební skupiny Queen